# Гмитро, Мариан
Мариан Гмитро (31 марта 1940 года — 10 октября 1990 года) — чехословацкий физик, доктор физико-математических наук, профессор, член-корреспондент Чехословацкой академии наук, вице-директор Объединённого института ядерных исследований (1986–1988].

## Биография
Родился Мариан Гмитро 31 марта 1940 года. В 1964 году М. Гмитро окончил Московский государственный университет им. М. В. Ломоносова, свою дипломную работу «К теории реакции позитрон-позитроний на атомах и молекулах» защитил с отличием. Докторскую диссертацию Гмитро защитил в Объединённого института ядерных исследований.
Своей научной деятельностью начал заниматься в Институте ядерной Чехословацкой академии наук в Ржеже под Прагой с 1964 года. Работал в Триесте (Италия) в Международном центре теоретической физики. Научные интересы М. Гмитро были сосредоточены на развитии и применении в теории ядерной структуры метода квазичастиц Н. Н. Боголюбова.
В 1972 году работал заведующим отделением теоретической физики в Карловом университете в Праге. В этом университете руководил дипломными и кандидатскими работами, читал курс «Теория ядра» для студентов.
В 1975—1986 годах — старший научный сотрудник, начальник сектора лаборатория теоретической физики ОИЯИ. В 1979 году приехал в Дубну и приступил к работе в лаборатории теоретической физики, сконцентрировал свои интересы на проверке основных положений теории слабых взаимодействий. Вместе с коллегами провёл обширные теоретические исследования процесса радиационного захвата мюонов протонами и ядрами в 1979—1985 годах. Гмитро развивал ещё одно актуальное направление — исследование динамики взаимодействия пи-мезонов с ядерной средой.
В 1981 году назначен на должность начальника сектора и приложил много усилий к налаживанию международного сотрудничества между Институтом ядерной физики Чехословацкой академии наук и советскими институтами Физического института Академии наук СССР и Института ядерных исследований Академии наук СССР, а также ЦЕРН и СИН (Швейцария). Руководил и участвовал в организации международных школ и крупных конференций. В 1986 году был избран на должность вице-директора Объединённого института ядерных исследований и принял активное участие в разработке научных программ развития Института.
В 1986—1988 годах — вице-директор Объединённого института ядерных исследований, принимал активное участие в разработке научных программ развития Института. В 1988—1990 годах — главный научный сотрудник Объединённого института ядерных исследований.
В круг научных интересов Мариана Гмитро входило исследование взаимодействия фотонов, лептонов, протонов и мезонов с атомными ядрами при низких и промежуточных энергиях.
Скончался 10 октября 1990 года.